# Japonaria longispinosa
Japonaria longispinosa är en mångfotingart som beskrevs av Miyosi 1951. Japonaria longispinosa ingår i släktet Japonaria och familjen Xystodesmidae. Inga underarter finns listade i Catalogue of Life.